# Puchar Azji w Piłce Nożnej 2015 (eliminacje)
Eliminacje do Pucharu Azji 2015 miały na celu wyłonić 16 reprezentacji narodowych, które będą mogły wystąpić w turnieju głównym w styczniu 2015 roku.

## Format rozgrywek
Przed rozpoczęciem eliminacji AFC dokonała podziału reprezentacji narodowych na 3 grupy:
1. Państw rozwiniętych piłkarsko
2. Państw rozwijających się piłkarsko
3. Państw, które potrzebują czasu na rozwój piłki nożnej

W związku z tym podziałem eliminacje przeprowadzone były dwutorowo. Główna ścieżka eliminacji zakładała rywalizację 20 reprezentacji z najwyższej grupy + kilku wybranych z grupy państw rozwijających się. Dla nich pierwotnie przeznaczonych było 10 miejsc w turnieju.
Natomiast pozostałe (niżej wymienione) reprezentacje mogły zakwalifikować się do turnieju jedynie poprzez wygranie jednej z edycji AFC Challenge Cup w roku 2012 lub 2014.
- Afganistan † ‡
- Bangladesz † ‡
- Bhutan †
- Brunei ‡
- Kambodża † ‡
- Chińskie Tajpej † ‡
- Guam ‡
- Indie † ‡
- Kirgistan † ‡
- Laos † ‡
- Makau † ‡
- Malediwy † ‡
- Mongolia † ‡
- Mjanma † ‡
- Nepal † ‡
- Korea Północna †
- Mariany Północne ‡
- Pakistan † ‡
- Palestyna † ‡
- Filipiny † ‡
- Sri Lanka † ‡
- Tadżykistan † ‡
- Timor Wschodni
- Turkmenistan † ‡

† Brała udział w kwalifikacjach do AFC Challenge Cup 2012

‡ Brała udział w kwalifikacjach do AFC Challenge Cup 2014

Pogrubioną czcionką wyróżniono drużyny, które wygrały AFC Challenge Cup i zapewniły sobie awans do Pucharu Azji 2015.
Łącznie w kwalifikacjach awans zapewnić mogło sobie 12 reprezentacji. Pozostałe 4 miejsca zarezerwowane były dla gospodarzy (Australia) i medalistów poprzedniej edycji Pucharu Azji (Japonia, Australia, Korea Południowa). Ponieważ Australia była jednocześnie gospodarzem edycji 2015 oraz wicemistrzem z roku 2011, zdecydowano, że dodatkowe miejsce zajmie najlepsza reprezentacja spośród tych, które zajęły trzecie miejsca w swoich grupach eliminacyjnych w głównej ścieżce eliminacji.

## Losowanie grup eliminacyjnych
Losowanie grup eliminacyjnych odbyło się 9 października 2013 roku o godzinie 9 rano czasu CET w Melbourne. 20 zespołów przed losowaniem zostało podzielonych na cztery, pięciozespołowe koszyki. Do każdej z pięciu grup trafiało po jednej z drużyn z każdego koszyka. Następnie każda reprezentacja musiała rozegrać 6 meczów w ramach swojej grupy w systemie kołowym. Dwie najlepsze drużyny z każdej grupy oraz najlepsza reprezentacja spośród tych, które zajęły trzecie miejsca w swoich grupach eliminacyjnych, uzyskają bezpośredni awans do Pucharu Azji 2015.
| Koszyk nr 1                         | Koszyk nr 2                                             | Koszyk nr 3                                   | Koszyk nr 4                               |
| ----------------------------------- | ------------------------------------------------------- | --------------------------------------------- | ----------------------------------------- |
| Uzbekistan Katar Jordania Iran Irak | Chiny Bahrajn Syria Zjednoczone Emiraty Arabskie Kuwejt | Arabia Saudyjska Oman Tajlandia Jemen Wietnam | Malezja Singapur Indonezja Liban Hongkong |

## Rozgrywki eliminacyjne

### Grupa A
| Zespół   | Pkt | M | W | R | P | Br+ | Br- | +/- |
| -------- | --- | - | - | - | - | --- | --- | --- |
| Oman     | 14  | 6 | 4 | 2 | 0 | 7   | 1   | +6  |
| Jordania | 12  | 6 | 3 | 3 | 0 | 10  | 3   | +7  |
| Syria    | 4   | 6 | 1 | 1 | 4 | 7   | 7   | 0   |
| Singapur | 3   | 6 | 1 | 0 | 5 | 4   | 17  | -13 |

Wszystkie godziny rozpoczęcia podane według czasu CET
| 6 lutego 2013 14:15 | Oman · Al-Muqbali 39' | 1–0 | Syria | Sultan Qaboos Sports Complex, Maskat Widzów: 15 252 Sędzia: Tan Hai |
|                     |                       |     |       |                                                                     |

| 6 lutego 2013 15:00 | Jordania · Abdallah Salim 18' · Bani Attiah 52' · Hayel 55', 74' | 4–0 | Singapur | Stadion Króla Abdullaha, Amman Widzów: 2 004 Sędzia: Valentin Kovalenko |
|                     |                                                                  |     |          |                                                                         |

| 14 sierpnia 2013 13:30 | Singapur | 0–2 | Oman · Said 15' · Al-Farsi 45' | Jalan Besar Stadium, Singapur Widzów: 5 849 Sędzia: Masaaki Toma |
|                        |          |     |                                |                                                                  |

| 15 sierpnia 2013 16:30 | Syria · Sahiuni 49' | 1–1 | Jordania · Al-Laham 57' | Shahid Dastgerdi Stadium, Teheran (Iran) Widzów: 200 Sędzia: Khalil Al Ghamdi |
|                        |                     |     |                         |                                                                               |

| 15 października 2013 13:30 | Singapur · Amri 62' · Quak 82' | 2–1 | Syria · Rafe 89' | Jalan Besar Stadium, Singapur Widzów: 3 012 Sędzia: Kim Sang-woo |
|                            |                                |     |                  |                                                                  |

| 15 października 2013 17:00 | Jordania | 0–0 | Oman | Stadion Króla Abdullaha, Amman Widzów: 6 423 Sędzia: Nawaf Szukr Allah |
|                            |          |     |      |                                                                        |

| 15 listopada 2013 11:30 | Syria · Malki 10' · Al Douni 83' · Jafal 86' · Al Agha 90+1' | 4–0 | Singapur | Shahid Dastgerdi Stadium, Teheran (Iran) Widzów: 50 Sędzia: Minoru Tōjō |
|                         |                                                              |     |          |                                                                         |

| 19 listopada 2013 11:30 | Syria | 0–1 | Oman · Al-Farsi 90+1' | Shahid Dastgerdi Stadium, Teheran (Iran) Sędzia: Abdulrahman Abdou |
|                         |       |     |                       |                                                                    |

| 31 stycznia 2014 15:30 | Oman | 0–0 | Jordania | Sultan Qaboos Sports Complex, Maskat Widzów: 7 000 Sędzia: Mohamed Al Zarouni |
|                        |      |     |          |                                                                               |

| 4 lutego 2014 12:30 | Singapur · Amri 84' (pen.) | 1–3 | Jordania · Bawab 44' · Hayel 58' · Al-Rawashdeh 90+2' | Jalan Besar Stadium, Singapur Widzów: 2 371 Sędzia: Tan Hai |
|                     |                            |     |                                                       |                                                             |

| 5 marca 2014 14:30 | Oman · Al Hosni 19' · Said 51' · Al-Hasani 69' | 3–1 | Singapur · Ishak 78' | Sultan Qaboos Sports Complex, Maskat Widzów: 6 700 Sędzia: Ko Hyung-jin |
|                    |                                                |     |                      |                                                                         |

| 5 marca 2014 15:00 | Jordania · Bawab 24', 61' | 2–1 | Syria · Khribin 80' | Amman International Stadium, Amman Widzów: 3 745 Sędzia: Ravshan Ermatov |
|                    |                           |     |                     |                                                                          |

### Grupa B
| Zespół    | Pkt | M | W | R | P | Br+ | Br- | +/- |
| --------- | --- | - | - | - | - | --- | --- | --- |
| Iran      | 16  | 6 | 5 | 1 | 0 | 18  | 5   | +13 |
| Kuwejt    | 9   | 6 | 2 | 3 | 1 | 10  | 7   | +3  |
| Liban     | 8   | 6 | 2 | 2 | 2 | 12  | 14  | -2  |
| Tajlandia | 0   | 6 | 0 | 0 | 6 | 7   | 21  | -14 |

Wszystkie godziny rozpoczęcia meczów podane są w czasie CET
| 6 lutego 2013 13:00 | Iran · Ghuczanneżad 26', 62' · Nekunam 45+1' (k.), 61' (k.), 80' | 5–0 | Liban | Stadion Azadi, Teheran Widzów: 19 733 Sędzia: Yuichi Nishimura |
|                     |                                                                  |     |       |                                                                |

| 6 lutego 2013 13:00 | Tajlandia · Chanathip 76' | 1–3 | Kuwejt · Theeraton 25' (sam.) · Fadil Ali 59' · Aman 65' | Rajamangala Stadium, Bangkok Widzów: 15 000 Sędzia: Ryuji Sato |
|                     |                           |     |                                                          |                                                                |

| 22 marca 2013 16:30 | Liban · Chaito 6', 22' · Haidar 31' · Maatouk 72' · Onika 90+1' | 5–2 | Tajlandia · Thitipan 49', 85' | Camille Chamoun Sports City Stadium, Bejrut Widzów: 7 000 Sędzia: Kim Dong-jin |
|                     |                                                                 |     |                               |                                                                                |

| 26 marca 2013 17:35 | Kuwejt · Awadh 76' (k.) | 1–1 | Iran · Szodża’i 45' | Al Kuwait Sports Club Stadium, Kuwejt Widzów: 12 321 Sędzia: Lee Min-hu |
|                     |                         |     |                     |                                                                         |

| 15 października 2013 16:30 | Liban · Ghaddar 50' | 1–1 | Kuwejt · Nasser 26' | Camille Chamoun Sports City Stadium, Bejrut Widzów: 15 000 Sędzia: Ravshan Ermatov |
|                            |                     |     |                     |                                                                                    |

| 15 października 2013 17:30 | Iran · Hosejni 67' · Ghuczanneżad 70' | 2–1 | Tajlandia · Teerasil 80' | Stadion Azadi, Teheran Widzów: 17 330 Sędzia: Abdullah Balideh |
|                            |                                       |     |                          |                                                                |

| 15 listopada 2013 13:00 | Tajlandia | 0–3 | Iran · Dejagah 28' · Ghuczanneżad 42' · Dżahanbachsz 90+5' | Rajamangala Stadium, Bangkok Widzów: 7 000 Sędzia: Ben Williams |
|                         |           |     |                                                            |                                                                 |

| 15 listopada 2013 16:35 | Kuwejt | 0–0 | Liban | Al Kuwait Sports Club Stadium, Kuwejt Widzów: 11 500 Sędzia: Khalil Al Ghamdi |
|                         |        |     |       |                                                                               |

| 19 listopada 2013 16:30 | Liban · Haidar 79' | 1–4 | Iran · Sadeghi 39' · Dejagah 51' · Nekunam 55' (k.) · Ghuczanneżad 65' | Camille Chamoun Sports City Stadium, Bejrut Widzów: 100 Sędzia: Tan Hai |
|                         |                    |     |                                                                        |                                                                         |

| 19 listopada 2013 16:35 | Kuwejt · Nasser 19', 71' · Awadh 56' (k.) | 3–1 | Tajlandia · Mongkol 68' | Al Kuwait Sports Club Stadium, Kuwejt Widzów: 5 000 Sędzia: Valentin Kovalenko |
|                         |                                           |     |                         |                                                                                |

| 3 marca 2014 15:00 | Iran · Karimi 2' · Fadil Ali 61' (sam.) · Ansarifard 90+1' | 3–2 | Kuwejt · Ali 18' · Al Rashidi 89' | Enghelab Stadium, Karadż Widzów: 7 000 Sędzia: Dmitriy Mashentsev |
|                    |                                                            |     |                                   |                                                                   |

| 5 marca 2014 15:00 | Tajlandia · Teeratep 23' (k.) · Adisak 76' | 2–5 | Liban · Ghaddar 2' · Maatouk 18', 46' · Saad 45+1' · Antar 63' | Rajamangala Stadium, Bangkok Widzów: 5 000 Sędzia: Yudai Yamamoto |
|                    |                                            |     |                                                                |                                                                   |

### Grupa C
| Zespół           | Pkt | M | W | R | P | Br+ | Br- | +/- |
| ---------------- | --- | - | - | - | - | --- | --- | --- |
| Arabia Saudyjska | 16  | 6 | 5 | 1 | 0 | 9   | 3   | +6  |
| Irak             | 9   | 6 | 3 | 0 | 3 | 7   | 6   | +1  |
| Chiny            | 8   | 6 | 2 | 2 | 2 | 5   | 6   | -1  |
| Indonezja        | 1   | 6 | 0 | 1 | 5 | 2   | 8   | -6  |

Wszystkie godziny rozpoczęcia meczów podano w czasie CET.
| 6 lutego 2013 14:30 | Irak · Younis Mahmoud 66' | 1–0Raport | Indonezja | Al-Rashid Stadium, Dubaj (ZEA) Widzów: 3 600 Sędzia: Minoru Tojo |
|                     |                           |           |           |                                                                  |

| 6 lutego 2013 18:15 | Arabia Saudyjska · Al-Muwallad 23' · Hazazi 77' | 2–1Raport | Chiny · Zhao Xuri 29' | Prince Mohamed bin Fahd Stadium, Dammam Widzów: 20 000 Sędzia: Ravshan Ermatov |
|                     |                                                 |           |                       |                                                                                |

| 22 marca 2013 12:35 | Chiny · Yu Dabao 90+3' | 1–0Raport | Irak | Helong Stadium, Changsha Widzów: 31 621 Sędzia: Ben Williams |
|                     |                        |           |      |                                                              |

| 23 marca 2013 13:00 | Indonezja · Boaz 5' | 1–2Raport | Arabia Saudyjska · Al-Salem 14', 55' | Gelora Bung Karno Stadium, Dżakarta Widzów: 75 000 Sędzia: Kim Jong-hyeok |
|                     |                     |           |                                      |                                                                           |

| 15 października 2013 14:00 | Indonezja · Boaz 67' | 1–1Raport | Chiny · Wu Xi 36' | Gelora Bung Karno Stadium, Dżakarta Widzów: 500 Sędzia: Abdul Malik Abdul Bashir |
|                            |                      |           |                   |                                                                                  |

| 15 października 2013 18:30 | Irak | 0–2Raport | Arabia Saudyjska · Hawsawi 34' · Al-Shamrani 78' | Amman International Stadium, Amman (Jordania) Widzów: 12 000 Sędzia: Abdullah Al Hilali |
|                            |      |           |                                                  |                                                                                         |

| 15 listopada 2013 12:35 | Chiny · Wu Lei 45+1' | 1–0Raport | Indonezja | Shaanxi Province Stadium, Xi’an Widzów: 33 217 Sędzia: Peter Green |
|                         |                      |           |           |                                                                    |

| 15 listopada 2013 17:30 | Arabia Saudyjska · Al-Jassim 18' · Al-Shamrani 60' | 2–1Raport | Irak · Younis Mahmoud 45+1' | Prince Mohamed bin Fahd Stadium, Dammam Widzów: 21 600 Sędzia: Masaaki Toma |
|                         |                                                    |           |                             |                                                                             |

| 19 listopada 2013 12:35 | Chiny | 0–0Raport | Arabia Saudyjska | Shaanxi Province Stadium, Xi’an Widzów: 36 016 Sędzia: Kim Dong-jin |
|                         |       |           |                  |                                                                     |

| 19 listopada 2013 13:00 | Indonezja | 0–2Raport | Irak · Ahmad 27' · Karrar 32' (k.) | Gelora Bung Karno Stadium, Dżakarta Widzów: 300 Sędzia: Ravshan Ermatov |
|                         |           |           |                                    |                                                                         |

| 5 marca 2014 15:00 | Irak · Younis Mahmoud 23', 43' · Adnan 58' | 3–1Raport | Chiny · Zhang Xizhe 73' (k.) | Malab asz-Szarika, Szardża (ZEA) Widzów: 5 000 Sędzia: Yuichi Nishimura |
|                    |                                            |           |                              |                                                                         |

| 5 marca 2014 18:30 | Arabia Saudyjska · Al-Muwallad 87' | 1–0Raport | Indonezja | Prince Mohamed bin Fahd Stadium, Dammam Widzów: 9 500 Sędzia: Ammar Al-Jeneibi |
|                    |                                    |           |           |                                                                                |

### Grupa D
| Zespół  | Pkt | M | W | R | P | Br+ | Br- | +/- |
| ------- | --- | - | - | - | - | --- | --- | --- |
| Bahrajn | 14  | 6 | 4 | 2 | 0 | 7   | 1   | +6  |
| Katar   | 13  | 6 | 4 | 1 | 1 | 13  | 2   | +11 |
| Malezja | 7   | 6 | 2 | 1 | 3 | 5   | 7   | -2  |
| Jemen   | 0   | 6 | 0 | 0 | 6 | 3   | 18  | -15 |

Wszystkie godziny rozpoczęcia meczów podane są według czasu CET.
| 6 lutego 2013 16:15 | Jemen | 0–2 | Bahrajn · Aaish 49' · Al Amer 85' | Malab asz-Szarika, Szardża (ZEA) Widzów: 450 Sędzia: Khalil Al Ghamdi |
|                     |       |     |                                   |                                                                       |

| 6 lutego 2013 16:30 | Katar · Ibrahim 55' · Ahmed 90+3' | 2–0 | Malezja | Jassim Bin Hamad Stadium, Doha Widzów: 7 320 Sędzia: Alireza Faghani |
|                     |                                   |     |         |                                                                      |

| 22 marca 2013 13:45 | Malezja · Azamuddin 27' · Khyril Muhymeen 80' | 2–1 | Jemen · Al Hagri 12' | Shah Alam Stadium, Shah Alam Widzów: 8 000 Sędzia: Peter Green |
|                     |                                               |     |                      |                                                                |

| 22 marca 2013 16:45 | Bahrajn · Aaish 20' | 1–0 | Katar | Bahrain National Stadium, Riffa Widzów: 1 950 Sędzia: Abdullah Al Hilali |
|                     |                     |     |       |                                                                          |

| 13 października 2013 18:30 | Katar · Ibrahim 4' (k.), 61', 76' · Al Haidos 24' · Soria 70' · Afif 90+1' | 6–0 | Jemen | Stadion Al-Gharafa, Doha Widzów: 11 920 Sędzia: Valentin Kovalenko |
|                            |                                                                            |     |       |                                                                    |

| 15 października 2013 14:45 | Malezja · Norshahrul 70' | 1–1 | Bahrajn · Saleh 45+1' | Shah Alam Stadium, Shah Alam Widzów: 6 500 Sędzia: Ryuji Sato |
|                            |                          |     |                       |                                                               |

| 15 listopada 2013 13:00 | Jemen · Al-Sasi 26' | 1–4 | Katar · Soria 3' · Hassan 32' · Kasola 54' · Jeddo 68' | Sheikh Khalifa International Stadium, Al Ajn (ZEA) Widzów: 350 Sędzia: Marai Al Awaji |
|                         |                     |     |                                                        |                                                                                       |

| 15 listopada 2013 15:45 | Bahrajn · Abdul-Latif 72' | 1–0 | Malezja | Bahrain National Stadium, Riffa Widzów: 2 000 Sędzia: Mohsen Torky |
|                         |                           |     |         |                                                                    |

| 19 listopada 2013 13:45 | Malezja | 0–1 | Katar · Al-Ali 65' | Shah Alam Stadium, Shah Alam Widzów: 4 079 Sędzia: Kim Sang-woo |
|                         |         |     |                    |                                                                 |

| 19 listopada 2013 15:45 | Bahrajn · Salmeen 2' · Aaish 88' | 2–0 | Jemen | Bahrain National Stadium, Riffa Widzów: 600 Sędzia: Yuichi Nishimura |
|                         |                                  |     |       |                                                                      |

| 5 marca 2014 15:00 | Jemen · Al-Sarori 60' | 1–2 | Malezja · Amri 16' · Fakri 77' | Tahnoun bin Mohammed Stadium, Al Ajn (ZEA) Widzów: 311 Sędzia: Valentin Kovalenko |
|                    |                       |     |                                |                                                                                   |

| 5 marca 2014 16:25 | Katar | 0–0 | Bahrajn | Stadion Al-Gharafa, Doha Widzów: 12 878 Sędzia: Fahad Al-Mirdasi |
|                    |       |     |         |                                                                  |

### Grupa E
| Zespół                       | Pkt | M | W | R | P | Br+ | Br- | +/- |
| ---------------------------- | --- | - | - | - | - | --- | --- | --- |
| Zjednoczone Emiraty Arabskie | 16  | 6 | 5 | 1 | 0 | 18  | 3   | +15 |
| Uzbekistan                   | 11  | 6 | 3 | 2 | 1 | 10  | 4   | +6  |
| Hongkong                     | 4   | 6 | 1 | 1 | 4 | 2   | 13  | -11 |
| Wietnam                      | 3   | 6 | 1 | 0 | 5 | 5   | 15  | -10 |

Wszystkie godziny rozpoczęcia meczów podane są według czasu CET.
| 6 lutego 2013 12:00 | Uzbekistan | 0–0 | Hongkong | Stadion Centralny Paxtakor, Taszkent Widzów: 16 287 Sędzia: Ali Abdulnabi |
|                     |            |     |          |                                                                           |

| 6 lutego 2013 12:00 | Wietnam · Huỳnh Quốc Anh 59' | 1–2 | Zjednoczone Emiraty Arabskie · Khalil 6' (k.) · Fardan 67' | Stadion Narodowy Mỹ Đình, Hanoi Widzów: 7 200 Sędzia: Strebre Delovski |
|                     |                              |     |                                                            |                                                                        |

| 22 marca 2013 13:00 | Hongkong · Chan Wai Ho 87' | 1–0 | Wietnam | Mong Kok Stadium, Hongkong Widzów: 6 639 Sędzia: Abdulrahman Abdou |
|                     |                            |     |         |                                                                    |

| 22 marca 2013 14:45 | Zjednoczone Emiraty Arabskie · Khalil 58' · Mabkhout 61' | 2–1 | Uzbekistan · Gadoev 16' | Mohammed Bin Zayed Stadium, Abu Zabi Widzów: 21 357 Sędzia: Tan Hai |
|                     |                                                          |     |                         |                                                                     |

| 15 października 2013 14:00 | Hongkong | 0–4 | Zjednoczone Emiraty Arabskie · Mabkhout 30', 55', 90' · Abbas 90+5' | Hong Kong Stadium, Hongkong Widzów: 7 923 Sędzia: Kim Jong-hyeok |
|                            |          |     |                                                                     |                                                                  |

| 15 października 2013 15:00 | Uzbekistan · Rashidov 69' · Âu Văn Hoan 74' (sam.) · Sergeev 90+2' | 3–1 | Wietnam · Nguyễn Trọng Hoàng 77' | Stadion Centralny Paxtakor, Taszkent Widzów: 5 675 Sędzia: Mohsen Torky |
|                            |                                                                    |     |                                  |                                                                         |

| 15 listopada 2013 13:00 | Wietnam | 0–3 | Uzbekistan · Shodiev 40' · Sergeev 46' · Rashidov 89' | Stadion Narodowy Mỹ Đình, Hanoi Widzów: 9 000 Sędzia: Kim Jong-hyeok |
|                         |         |     |                                                       |                                                                      |

| 15 listopada 2013 16:30 | Zjednoczone Emiraty Arabskie · Saleh 27' · Abbas 40' · Abdulrahman 80' · Al Hammadi 88' | 4–0 | Hongkong | Mohammed Bin Zayed Stadium, Abu Zabi Widzów: 10 871 Sędzia: Alireza Faghani |
|                         |                                                                                         |     |          |                                                                             |

| 19 listopada 2013 13:00 | Hongkong | 0–2 | Uzbekistan · Shodiev 84' · Ahmedov 89' | Hong Kong Stadium, Hongkong Widzów: 5 679 Sędzia: Nawaf Szukr Allah |
|                         |          |     |                                        |                                                                     |

| 19 listopada 2013 16:30 | Zjednoczone Emiraty Arabskie · Abbas 19' · Matar 25' · Mabkhout 31' · Fardan 37' · Khalil 90+2' | 5–0 | Wietnam | Mohammed Bin Zayed Stadium, Abu Zabi Widzów: 9 674 Sędzia: Ryuji Sato |
|                         |                                                                                                 |     |         |                                                                       |

| 5 marca 2014 13:00 | Uzbekistan · Sergeev 85' | 1–1 | Zjednoczone Emiraty Arabskie · Al Hammadi 67' | Stadion Bunyodkor, Taszkent Widzów: 15 000 Sędzia: Kim Sang-woo |
|                    |                          |     |                                               |                                                                 |

| 5 marca 2014 15:00 | Wietnam · Huỳnh Quốc Anh 24' · Nguyễn Anh Đức 68' · Nguyễn Trọng Hoàng 83' | 3–1 | Hongkong · Lo Kwan Yee 81' | Stadion Narodowy Mỹ Đình, Hanoi Widzów: 5 800 Sędzia: Mohd Amirul Izwan |
|                    |                                                                            |     |                            |                                                                         |

### Ranking drużyn z 3. miejsc
| Gr. | Zespół   | Pkt | M | W | R | P | Br+ | Br- | +/- |
| --- | -------- | --- | - | - | - | - | --- | --- | --- |
| C   | Chiny    | 8   | 6 | 2 | 2 | 2 | 5   | 6   | -1  |
| B   | Liban    | 8   | 6 | 2 | 2 | 2 | 12  | 14  | -2  |
| D   | Malezja  | 7   | 6 | 2 | 1 | 3 | 5   | 7   | -2  |
| A   | Syria    | 4   | 6 | 1 | 1 | 4 | 7   | 7   | 0   |
| E   | Hongkong | 4   | 6 | 1 | 1 | 4 | 2   | 13  | -11 |

## Najlepsi strzelcy
5 goli
- Reza Ghuczanneżad
- Ali Mabkhout

4 gole
- Dżawad Nekunam
- Younis Mahmoud
- Khalfan Ibrahim

3 gole
- Fauzi Mubarak Ajisz
- Tha’er Bawab
- Ahmad Hayel
- Jusuf as-Sulajman
- Hassan Maatouk
- Walid Abbas
- Ahmed Khalil
- Igor Sergeev

2 gole
20 zawodników
1 gol
62 zawodników
bramki samobójcze
- Husajn Fadil Ali (w meczu przeciwko Iranowi)
- Theeraton Bunmathan (w meczu przeciwko Kuwejtowi)
- Âu Văn Hoàn (w meczu przeciwko Uzbekistanowi)